# Ma famille très nombreuse
 (juillet 2025).
Motif : manque de références qualitatives, TI.
- Archive Wikiwix
- Bing
- Cairn
- DuckDuckGo
- E. Universalis
- Gallica
- Google
- G. Books
- G. News
- G. Scholar
- Persée
- Qwant
- (zh) Baidu
- (ru) Yandex
- (wd) trouver des œuvres sur Wikidata

| 1. | Préciser le motif de la pose du bandeau. | Précisez le motif de la pose du bandeau en utilisant la syntaxe suivante : {{admissibilité à vérifier\|date=juillet 2025\|motif=remplacez ce texte par le motif}}                              |
| 2. | Informer les utilisateurs concernés.     | Pensez à avertir le créateur de l'article, par exemple, en insérant le code ci-dessous sur sa page de discussion : {{subst:avertissement admissibilité à vérifier\|Ma famille très nombreuse}} |

 (juin 2025).
Si vous disposez d'ouvrages ou d'articles de référence ou si vous connaissez des sites web de qualité traitant du thème abordé ici, merci de compléter l'article en donnant les références utiles à sa vérifiabilité et en les liant à la section « Notes et références ».
 (juin 2025).
Ma famille très nombreuse est une émission de docu-réalité française, diffusée du 8 août 2022 au 26 août 2022 sur M6.
L'émission est disponible sur Prime Video.

## Concept
Toutes les familles sont uniques, mais celles-ci le sont encore plus. Elles ont entre six et dix enfants et doivent gérer un quotidien hors du commun. Immersion dans les petits comme les grands moments de la vie de ces six familles.

## Distribution
6 familles participent à l'émission,.
| Famille       | Nombre enfants                                                                                  | Lieu de résidence                  | Réf   |
| ------------- | ----------------------------------------------------------------------------------------------- | ---------------------------------- | ----- |
| Les Berthe    | 8 Valentine, Benjamin, Thomas, Estebann, Jules, Louise, et Jeanne                               | Altviller, Moselle (57)            |       |
| Les Bleuse    | 6 Gabriel, Liam, Raphaël, Noam, Alicia, et Olivia                                               | Palma de Majorque (Espagne)        |       |
| Les Boulanger | 10 Maverick, Chloé, Océane, Marie, Antoine, Jérôme, Angèle, Matthias, Ephrèm et Juliana         | Charleroi, Wallonie (Belgique)     |       |
| Les Gachot    | 10 Manon, Chloé, Justine, Thibault, Antonin, Lilia, Gabin, Noé, Capucine et Marsault            | Thorée-les-Pins, Sarthe (72)       | [ 4 ] |
| Les Martinho  | 9 (famille recomposée) Cynthia, Anthony, Axel, Tiago, Corentin, Diego, Jessica, Hugo et Raphaël | Le Pian-Médoc, Gironde (33)        |       |
| Les Mineiro,  | 6 (trois paires de jumeaux) Ilian, Kaïs, Salyha Neïla, Nessa et Dallèl                          | Fontainebleau, Seine et Marne (77) | [ 5 ] |

## Diffusion
Elle est diffusée en inédit du 8 août 2022 au 19 août 2022 puis en rediffusion du 22 août 2022 au 26 août 2022, du lundi au vendredi à 16 h 5 sur M6.
L'émission est composée de 10 émissions.
1. Émission 1 ; diffusée le 8 août 2022 et rediffusée le 22 août 2022.
2. Émission 2 ; diffusée le 9 août 2022 et rediffusée le 23 août 2022.
3. Émission 3 ; diffusée le 10 août 2022 et rediffusée le 24 août 2022.
4. Émission 4 ; diffusée le 11 août 2022 et rediffusée le 25 août 2022.
5. Émission 5 ; diffusée le 12 août 2022 et rediffusée le 26 août 2022.
6. Émission 6 ; diffusée le 15 août 2022.
7. Émission 7 ; diffusée le 16 août 2022.
8. Émission 8 ; diffusée le 17 août 2022.
9. Émission 9 ; diffusée le 18 août 2022.
10. Émission 10 ; diffusée le 19 août 2022.